# Hölmö
Hölmö (Fins voor Dommerd) is een gedicht van Einari Vuorela. Het gedicht hekelt een man die naar de sauna wil maar kennelijk geen sauna heeft. Hij heeft geen saunakachel, geen water, geen berkentakken etc.
Aare Merikanto schreef er in 1946 een toonzetting bij voor mannenkoor a capella. De stemvoering is 2x tenor en 2x bariton.